# Рижская международная школа экономики и делового администрирования
Рижская международная школа экономики и делового администрирования (латыш. Rīgas Starptautiskā ekonomikas un biznesa administrācijas augstskola, RSEBAA; английский вариант названия: Riga International School of Economics and Business Administration, RISEBA) — профильное высшее экономическое учебное учреждение в Риге (Латвия). Имеет государственную и CEEMAN аккредитацию. RISEBA — одна из первых частных высших школ Латвии. Член EIEA. RISEBA является одним из самых больших частных учебных заведений высшего образования в Латвии.

## История
Школа основана в 1992 году как одна из первых частных высших школ Латвии. Обучение в школе осуществляется по программам МВА (в том числе две русскоязычные программы) и EMBA. Программа Salford MBA реализуется при участии преподавателей Сэлфордского университета (Манчестер, Великобритания).
Основные подразделения школы: департаменты Экономической теории и финансов, Информационных технологий и математики, Менеджмента и маркетинга, Права, Бухгалтерского учета, Иностранных языков.
Помимо главного здания на углу улиц Межа и Сетас, к учебному заведению относится Центр архитектуры и медиа «H2O 6», расположенный на улице Дурбес. Там располагается факультет архитектуры и дизайна, факультет медиа и коммуникаций, а также помещения для массовых мероприятий.

## Программы обучения
Для обучающихся предлагаются программы для колледжа (Охрана труда, Обслуживание и управление недвижимостью, Организация и управление предпринимательством), бакалавра (Aрхитектура, Аудиовизуальное медиа искусство, Бизнес психология, Европейский бизнес, Э бизнес, Менеджмент рекламы и общественных отношений, Управление предпринимательством), магистратуры (Аудиовизуальное медиа искусство, Интегрированные коммуникации общественных отношений, Управление персоналом, Управление проектом, RISEBA MBA, Международный бизнес, Управление предпринимательством) и докторантуры.
Образование платное и ведётся на латышском или английском языках. Обучение на русском языке прекращено с 2023г.

## Сотрудничество
Сотрудничает с отделением Высшей школы менеджмента ГУ ВШЭ (Нижний Новгород, Россия), Университетом международного бизнеса (Казахстан).

## Рейтинг учебного заведения
Рижская международная школа экономики и делового администрирования занимает пятое место в рейтинге высших учебных заведений Латвии.